# Люненбург (Массачусетс)
Люненбург (англ. Lunenburg) — місто (англ. town) в США, в окрузі Вустер штату Массачусетс. Населення — 11 782 особи (2020).

## Демографія
Згідно з переписом 2010 року, у місті мешкало 10 086 осіб у 3835 домогосподарствах у складі 2832 родин. Було 4133 помешкання
Расовий склад населення:
| - 95,2 % — білих - 1,6 % — азіатів - 0,9 % — чорних або афроамериканців - 0,2 % — корінних американців |

До двох чи більше рас належало 1,5 %. Частка іспаномовних становила 2,4 % від усіх жителів.
За віковим діапазоном населення розподілялося таким чином: 22,9 % — особи молодші 18 років, 63,4 % — особи у віці 18—64 років, 13,7 % — особи у віці 65 років та старші. Медіана віку мешканця становила 43,7 року. На 100 осіб жіночої статі у місті припадало 98,5 чоловіків;  на 100 жінок у віці від 18 років та старших — 95,7 чоловіків також старших 18 років.
Середній дохід на одне домашнє господарство  становив 109 817 доларів США (медіана — 97 775), а середній дохід на одну сім'ю — 125 716 доларів (медіана — 108 946). Медіана доходів становила 76 079 доларів для чоловіків та 54 439 доларів для жінок. За межею бідності перебувало 8,3 % осіб, у тому числі 11,4 % дітей у віці до 18 років та 10,2 % осіб у віці 65 років та старших.
Цивільне працевлаштоване населення становило 5852 особи. Основні галузі зайнятості: освіта, охорона здоров'я та соціальна допомога — 28,1 %, виробництво — 12,4 %, роздрібна торгівля — 11,5 %.